# 矢作神社秋の大祭

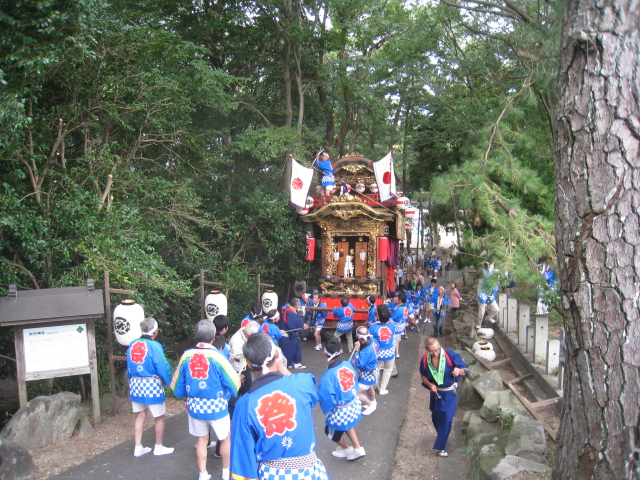
矢作神社を出発する山車（2011年10月2日）

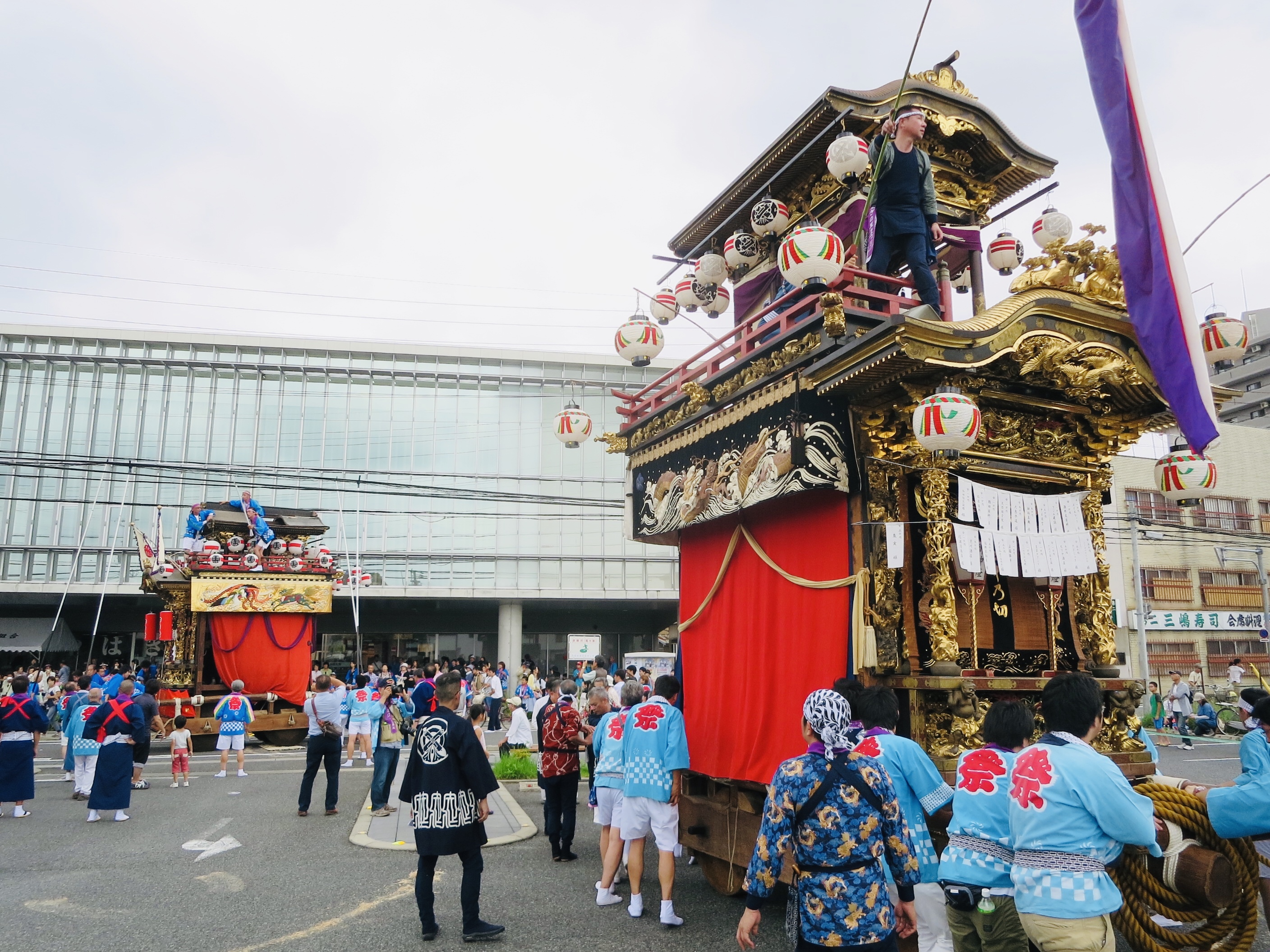
やはぎの里まつり（2016年10月1日）

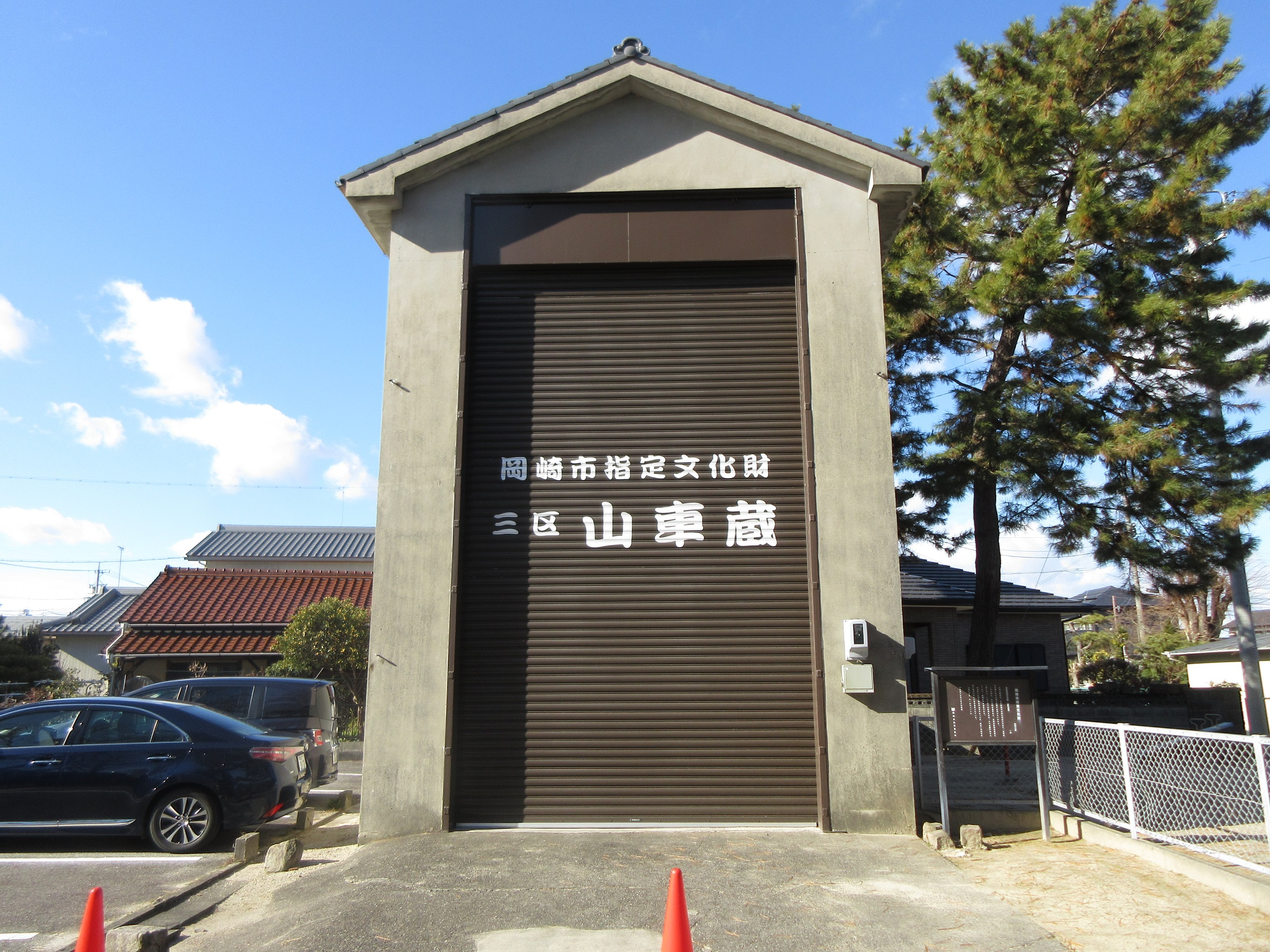
矢作町切戸にある三区祭礼山車蔵

矢作神社秋の大祭（やはぎじんじゃ あきのたいさい）は、愛知県岡崎市の矢作神社および矢作町界隈で開催される祭り。

## 概要
江戸期より、矢作の4つの集落がそれぞれ山車を保有し町曳きを競い合った（現在は2台）。

## 歴史
明治末あるいは大正初めに「上の切」（四区）の所有する山車が知多郡南知多山海へ800円で売却された。この山車は現在、南知多町山海西村区の八幡社の祭礼山車として保管されている。西村区ではほぼ3年ごとに町内引き回しを行っている。
1923年（大正12年）6月1日、愛知電気鉄道が新知立仮駅～西岡崎駅（現在の岡崎公園前駅）間の路線を開設。これにより「東の切」（一区）の山車は八劔社から矢作神社までの巡行が不可能となった。そこでやむなく碧海郡刈谷町泉田中組（現・刈谷市泉田中）へ売却されることとなり、それからさらに1947年（昭和22年）には知立市宝町へ再売却された。この山車も現在保管されており、知立まつりで披露されている。

## やはぎの里まつり2016
2016年（平成28年）10月1日と2日、岡崎市制施行100周年記念事業「新世紀岡崎チャレンジ100」の補助事業として、岡崎市立矢作東小学校学区で「やはぎの里まつり2016」が開催された。このまつりに合わせ、2台の山車が初めて同時に引き回された。引き回しは初日の10月1日に行われた。コースは以下のとおり。
【二区山車】
矢作神社（9：30）→近江屋（10：10）→竊樹神社（11：45）→やはぎかん（12：40）→光明寺（14：40）→矢作神社（16：00）
【三区山車】
矢作神社（9：30）→近江屋（10：10）→竊樹神社（11：45）→やはぎかん（12：40）→光明寺（14：40）→鶴田歯科（15：25）→弥五騰神社（16：05）

## 行事
毎年10月1日、2日に行われている。以前は7月中旬に行う夏祭りであった。この2日間に土曜日と日曜日が重ならないときは山車の引き回しは行われない。また、2016年（平成28年）まで2台同時の引き回しも行われなかった。神社の境内にある神楽殿では、神子の舞が奉納される。
初日の10月1日は、山車蔵の前で飾り付けが行われる。山車は動かないが、お囃子方が山車に乗り吹奏する。山車巡行の順路は以下のとおりである。矢作神社を出発し、旧東海道の弥五騰（やごとう）神社、誓願寺十王堂を経て竊樹（ひそこ）神社で折り返す。国道1号を横断、岡崎市西部地域交流センター・やはぎかんに立ち寄り、愛知県道44号岡崎西尾線を通って再び国道1号を横断、矢作神社に戻る。
「東の切」（一区）、「東中の切」（二区）、「西中の切」（三区）、「上の切」（四区）の4つの祭り組に分かれ、かつてはそれぞれの祭礼山車が矢作橋の西に集結し、日が暮れると提灯に火を入れて神社にくり込む宮入りが行なわれたと伝えられている。

## 現在の祭礼山車

### 二区祭礼山車
矢作村八幡社の祭礼山車（東中の切）は1814年（文化11年）に素木で建造された。大山庄八の作。1819年（文政2年）に塗り上げと彩色が施され、1840年（天保11年）に上山の建造と漆塗りが行われた。彫り師は瀬川治助重光とされる。
1973年（昭和48年）3月23日、岡崎市の有形民俗文化財に指定された。
2011年（平成23年）、17年ぶりに町内引き回しが行われた。2014年（平成26年）2月22日、新しい水引幕が完成。

### 三区祭礼山車
矢作村弥五騰社の祭礼山車（西中の切）は1839年頃（天保10年）頃に建造された。三区の山車も同じく大山庄八の作である。戦争末期、戦災から守るため、分解した飾りを額田郡豊富村（現・岡崎市桜井寺町）の桜井寺に疎開させた。しかし公会堂に置いていた胴柄と車輪は岡崎空襲で焼けてしまう。幸い飾りは無事であったことから、戦後、寄進により胴柄と車輪を新造した。
「楠木正成親子の別れ」「竹虎」「獅子の谷落し」「飛竜力神」などの彫刻は瀬川治助（重定か重光）父子の手による。
1968年（昭和43年）2月8日、岡崎市の有形民俗文化財に指定された。
2017年（平成29年）、名古屋の市の職人に屋根の修復を依頼し、2018年（平成30年）夏に完成した。同年10月6日の秋の大祭でお披露目が行われた。